# إيرنيستو خيريز
إيرنيستو خيريز هو مذيع ‏ دومينيكاني، ولد في 9 ديسمبر 1967 في سانتياغو دي لوس كاباليروس في جمهورية الدومينيكان.